# Otto von Marchtaler
Otto Erhard von Marchtaler (1854-1920) est un général allemand durant la Première Guerre mondiale.

## Biographie
Il va à l'école primaire et secondaire à Stuttgart où le père est militaire dans la garnison. En 1869 il rejoint l'académie militaire de Wurtemberg. Durant la Guerre franco-allemande de 1870, il sert dans le 4e régiment d'infanterie. En décembre 1870, il a été nommé lieutenant.
En 1884, il commande une compagnie de régiment d'infanterie. En 1890, il est promu major à Wurtemberg. En 1893, il entre au cabinet militaire à Berlin, afin de représenter les intérêts militaires de son pays. En 1897, il est promu au grade de colonel. De 1898, il est responsable des ressources humaines au sein du ministère de la guerre du Württemberg. En 1900, il est promu à Berlin Représentant militaire de Württemberg. En 1906, il est nommé ministre de la guerre. En 1908, il devient général d'infanterie.
Durant la Première Guerre mondiale, en septembre 1914, il occupe le poste de commandant général adjoint de la 13e armée.